# Premiile BET
Premiile BET sunt prezentate anual de către Black Entertainment Television începând cu anul 2001. În cadrul acestora sunt premiați afro-americani sau alte minorități care au adus contribuții importante în anul precedent în muzică, actorie, sport și alte domenii de activitate.

## Categorii
- Best International Act: Africa
- Best International Act: UK
- Cea mai bună artistă hip-hop
- Cel mai bun artist debutant
- Cea mai bună artistă R&B a anului
- Cea mai bună trupă
- Cea mai bună colaborare
- Cel mai bun film
- Premiul umanitar
- Premiul pentru întreaga carieră
- Cea mai bună actriță
- Cel mai bun cântăreț R&B/Pop
- Cel mai bun cântăreț de gospel
- Viewer's Choice
- Cel mai bun actor
- Cel mai bun regizor de videoclipuri
- Premiul Centric
- Premiul YoungStars
- Cea mai bună atletă a anului
- Cel mai bun atlet al anului

## Legături externe
- Site oficial